# Истгемптон (Массачусетс)
Истге́мптон (англ. Easthampton) — город в округе Хампшир штата Массачусетс, США. По данным переписи за 2010 год число жителей города составляло 16 053 человека.

## Географическое положение
По данным Бюро переписи населения США город имеет общую площадь в 35,2 км² (суша — 34,8 км², вода — 0,5 км²).

## История
Город был основан в 1664 год, инкорпорирован как town в 1785 году, а затем и как city в 1996 году. Истгемптон был сельскохозяйственной деревней до середины XIX века, затем производство стало основой экономики города. К началу XX века в Истгемптоне производили пряжу, нитки, пуговицы и резинки.

## Население
| Год переписи | Нас.  |  | %±    |
| ------------ | ----- |  | ----- |
| 1850         | 1342  |  | —     |
| 1860         | 1916  |  | 42,8% |
| 1870         | 3620  |  | 88,9% |
| 1880         | 4206  |  | 16,2% |
| 1890         | 4395  |  | 4,5%  |
| 1900         | 5603  |  | 27,5% |
| 1910         | 8524  |  | 52,1% |
| 1920         | 11261 |  | 32,1% |
| 1930         | 11323 |  | 0,6%  |
| 1940         | 10316 |  | −8,9% |
| 1950         | 10694 |  | 3,7%  |
| 1960         | 12326 |  | 15,3% |
| 1970         | 13012 |  | 5,6%  |
| 1980         | 15580 |  | 19,7% |
| 1990         | 15537 |  | −0,3% |
| 2000         | 15994 |  | 2,9%  |
| 2010         | 16053 |  | 0,4%  |
| 2016         | 16059 |  | 0%    |

В 2010 году на территории города проживало 16 053 человека (из них 47,5 % мужчин и 52,5 % женщин), насчитывалось 7224 домашних хозяйств и 4066 семей. На территории города было расположено 7615 построек со средней плотностью 218,8 построек на один квадратный километр суши. Расовый состав: белые — 93,6 %, коренные американцы — 0,2 %.
Население города по возрастному диапазону по данным переписи 2010 года распределилось следующим образом: 20,9 % — жители младше 21 года, 64,7 % — от 21 до 65 лет и 14,4 % — в возрасте 65 лет и старше. Средний возраст населения — 43,0 лет. На каждые 100 женщин в Истгемптоне приходилось 90,6 мужчин, при этом на 100 совершеннолетних женщин приходилось уже 88,6 мужчин сопоставимого возраста.
Из 7224 домашних хозяйств 56,3 % представляли собой семьи: 42,2 % совместно проживающих супружеских пар (14,2 % с детьми младше 18 лет); 10,4 % — женщины, проживающие без мужей, 3,7 % — мужчины, проживающие без жён. 43,7 % не имели семьи. В среднем домашнее хозяйство ведут 2,21 человека, а средний размер семьи — 2,85 человека. В одиночестве проживали 33,9 % населения, 11,9 % составляли одинокие пожилые люди (старше 65 лет).
В 2015 году из 13823 человек старше 16 лет имели работу 9020. При этом мужчины имели медианный доход в 51 191 долларов США в год против 44 297 долларов среднегодового дохода у женщин. В 2014 году средний доход на семью оценивался в 69 323 $, на домашнее хозяйство — в 56 527 $. Доход на душу населения — 33 320 $ в год.